# Mauricio Martínez (futbolista)
Mauricio Martínez (Santo Tomé, Provincia de Santa Fe, Argentina; 20 de febrero de 1993) es un futbolista argentino. Juega como mediocampista central, aunque también puede desempeñarse como marcador central, y su actual equipo es Unión de Santa Fe de la Liga Profesional.

## Trayectoria
Oriundo de Santo Tomé, Mauricio Martínez se inició en el club Independiente de esa ciudad, hasta que en el año 2010 fue a probarse a Unión de Santa Fe y el coordinador de inferiores, Nicolás Frutos, decidió que se sumara. Si bien su posición original era la de volante central, Juan Pablo Pumpido (el hijo de Nery y técnico de la cuarta división tatengue) lo reconvirtió en marcador central, puesto en el que se fue afianzando.
Facundo Sava lo llevó por primera vez a una pretemporada con el plantel profesional y le dio la chance de debutar con la camiseta de Unión el 4 de agosto de 2013, cuando el equipo tatengue derrotó 1 a 0 a Villa San Carlos por la primera fecha de la Primera B Nacional. Ese día le tocó reemplazar a Nicolás Correa, capitán y referente del equipo, y tuvo una actuación aceptable. A partir de entonces siguió formando parte del plantel profesional, alternando titularidad con suplencias. Sus buenas actuaciones le valieron la firma de su primer contrato con el Club Atlético Unión, cuya duración fue de cuatro años, hasta 2017. Con la llegada de Leonardo Madelón, el santotomesino volvió a su puesto natural de volante central, donde logró ganarse un lugar como titular  desplazando a Nicolás Bruna.
Tras dos años en Rosario Central, el 11 de julio de 2018 se transformó en jugador de Racing Club firmando un contrato por cuatro años. La Academia le compró el 50% del pase al club rosarino a cambio de 1.700.000 dólares más el préstamo por un año de Miguel Barbieri, mientras que a Unión le compró el 50% restante a cambio de 500.000 dólares más la venta del 50% del pase de Nelson Acevedo. Tan sólo dos semanas después de su llegada sufrió la rotura del ligamento interno y del ligamento cruzado anterior de la rodilla derecha, de modo que si bien formó parte del plantel campeón de la Superliga Argentina 2018/19, no pudo disputar ningún encuentro en el torneo. Tuvo su revancha el 14 de diciembre de 2019, cuando entró en lugar de Matías Zaracho para jugar los últimos 15 minutos del partido donde Racing Club obtuvo el Trofeo de Campeones en su primera edición. Anotó su primer gol frente a Atlético Tucumán en el empate 1-1. Marcaría nuevamente en el clásico ante San Lorenzo de Almagro en lo que sería victoria por 1-0 en el Nuevo Gasómetro. Anotaría nuevamente frente a Atlético Tucumán por la fecha 1 de la Copa Diego Armando Maradona en la derrota 4-1 de "La Academia".
El 7 de diciembre de 2022 fue anunciado como refuerzo de Liga Deportiva Universitaria de Ecuador, en un contrato por una temporada con opción a renovación.

## Selección nacional
Fue convocado por Gerardo Martino para integrar la lista definitiva de 18 jugadores de la Selección Argentina Sub-23 que disputaría los Juegos Olímpicos de Río de Janeiro 2016. En la previa se produjo la renuncia del entrenador rosarino, por lo que Julio Olarticoechea asumió la dirección técnica del combinado nacional.
El desempeño de la Selección Sub-23 no fue satisfactorio, quedando eliminada en la primera ronda. Sin embargo, Martínez fue titular en los tres partidos que disputó Argentina y convirtió un gol, en el empate 1 a 1 ante Honduras.

## Estadísticas
- Actualizado al 15 de agosto de 2025

### Clubes
| Club                      | Div.                | Temporada           | Liga | Liga | Copa Nacional | Copa Nacional | Copa Internacional | Copa Internacional | Total | Total |
| Club                      | Div.                | Temporada           | PJ   | G    | PJ            | G             | PJ                 | G                  | PJ    | G     |
| ------------------------- | ------------------- | ------------------- | ---- | ---- | ------------- | ------------- | ------------------ | ------------------ | ----- | ----- |
| Unión Argentina           | 2.ª                 | 2013/14             | 23   | 0    | 1             | 0             | -                  | -                  | 24    | 0     |
| Unión Argentina           | 2.ª                 | 2014                | 19   | 0    | -             | -             | -                  | -                  | 19    | 0     |
| Unión Argentina           | 1.ª                 | 2015                | 29   | 1    | 2             | 0             | -                  | -                  | 31    | 1     |
| Unión Argentina           | 1.ª                 | 2016                | 16   | 2    | 1             | 0             | -                  | -                  | 17    | 2     |
| Unión Argentina           | 1.ª                 | 2025                | 19   | 2    | 2             | 0             | 4                  | 0                  | 25    | 2     |
| Unión Argentina           | Total               | Total               | 106  | 5    | 6             | 0             | 4                  | 0                  | 116   | 5     |
| Rosario Central Argentina | 1.ª                 | 2016/17             | 17   | 1    | 7             | 1             | -                  | -                  | 24    | 2     |
| Rosario Central Argentina | 1.ª                 | 2017/18             | 18   | 1    | 4             | 1             | 1                  | 0                  | 23    | 2     |
| Rosario Central Argentina | 1.ª                 | 2024                | 19   | 0    | 13            | 0             | 6                  | 0                  | 38    | 0     |
| Rosario Central Argentina | Total               | Total               | 54   | 2    | 24            | 2             | 7                  | 0                  | 85    | 4     |
| Racing Argentina          | 1.ª                 | 2018/19             | 0    | 0    | 0             | 0             | -                  | -                  | 0     | 0     |
| Racing Argentina          | 1.ª                 | 2019/20             | 13   | 2    | 1             | 0             | 1                  | 0                  | 15    | 2     |
| Racing Argentina          | 1.ª                 | 2020                | -    | -    | 6             | 1             | 1                  | 0                  | 7     | 1     |
| Racing Argentina          | 1.ª                 | 2021                | 17   | 0    | 11            | 2             | 6                  | 0                  | 34    | 2     |
| Racing Argentina          | 1.ª                 | 2022                | 0    | 0    | 6             | 2             | 0                  | 0                  | 6     | 2     |
| Racing Argentina          | Total               | Total               | 30   | 2    | 24            | 5             | 8                  | 0                  | 62    | 7     |
| Liga de Quito · Ecuador   | 1.ª                 | 2023                | 21   | 2    | 0             | 0             | 12                 | 1                  | 33    | 3     |
| Liga de Quito · Ecuador   | Total               | Total               | 21   | 2    | 0             | 0             | 12                 | 1                  | 33    | 3     |
| Total en su carrera       | Total en su carrera | Total en su carrera | 211  | 11   | 54            | 7             | 31                 | 1                  | 296   | 19    |

### Selección
| Selección                     | Año                 | Amistosos | Amistosos | Sudamérica | Sudamérica | Mundial(1) | Mundial(1) | Total | Total |
| Selección                     | Año                 | PJ        | G         | PJ         | G          | PJ         | G          | PJ    | G     |
| ----------------------------- | ------------------- | --------- | --------- | ---------- | ---------- | ---------- | ---------- | ----- | ----- |
| Sub-23 Argentina              |                     |           |           |            |            |            |            |       |       |
| 2016                          | 3                   | 1         | -         | -          | 3          | 1          | 6          | 2     |       |
| Total                         | 3                   | 1         | -         | -          | 3          | 1          | 6          | 2     |       |
| Total en su carrera           | Total en su carrera | 3         | 1         | -          | -          | 3          | 1          | 6     | 2     |
| (1) Incluye Juegos Olímpicos. |                     |           |           |            |            |            |            |       |       |

## Palmarés

### Campeonatos nacionales
| Título              | Club          | País      | Año  |
| ------------------- | ------------- | --------- | ---- |
| Primera División    | Racing Club   | Argentina | 2019 |
| Trofeo de Campeones | Racing Club   | Argentina | 2019 |
| Trofeo de Campeones | Racing Club   | Argentina | 2022 |
| Serie A             | Liga de Quito | Ecuador   | 2023 |

### Copas internacionales
| Título            | Club          | Sede      | Año  |
| ----------------- | ------------- | --------- | ---- |
| Copa Sudamericana | Liga de Quito | Maldonado | 2023 |

### Otros logros
| Título                     | Club              | País      | Año  |
| -------------------------- | ----------------- | --------- | ---- |
| Ascenso a Primera División | Unión de Santa Fe | Argentina | 2014 |

### Distinciones individuales
| Distinción                                     | Año  |
| ---------------------------------------------- | ---- |
| Parte del Equipo Ideal de la Copa Sudamericana | 2023 |